# Alemania en la Eurocopa 2020
La Selección de fútbol de Alemania fue uno de los 24 países participantes en la Eurocopa 2020, por primera vez el torneo no tuvo sede fija. Originalmente se iba a disputar en 2020; sin embargo, el torneo se pospuso hasta 2021 debido a la pandemia de COVID-19. Se realizó entre el 11 de junio y el 11 de julio de 2021.

## Clasificación
| Equipo            | Pts | PJ | PG | PE | PP | GF | GC | Dif |
| ----------------- | --- | -- | -- | -- | -- | -- | -- | --- |
| Alemania          | 21  | 8  | 7  | 0  | 1  | 30 | 7  | 23  |
| Países Bajos      | 19  | 8  | 6  | 1  | 1  | 24 | 7  | 17  |
| Irlanda del Norte | 13  | 8  | 4  | 1  | 3  | 9  | 13 | -4  |
| Bielorrusia       | 4   | 8  | 1  | 1  | 6  | 4  | 16 | -12 |
| Estonia           | 1   | 8  | 0  | 1  | 7  | 2  | 26 | -24 |

### Partidos
| Fecha                   | Ciudad          | Jornada |                   |                              | Resultado |                              |                   |
| ----------------------- | --------------- | ------- | ----------------- | ---------------------------- | --------- | ---------------------------- | ----------------- |
| 24 de marzo de 2019     | Amsterdam       | 2       | Países Bajos      | Bandera de los Países Bajos  | 2:3 (1:2) | Bandera de Alemania          | Alemania          |
| 8 de junio de 2019      | Borisov         | 3       | Bielorrusia       | Bandera de Bielorrusia       | 0:2 (0:1) | Bandera de Alemania          | Alemania          |
| 11 de junio de 2019     | Mainz           | 4       | Alemania          | Bandera de Alemania          | 8:0 (5:0) | Bandera de Estonia           | Estonia           |
| 6 de septiembre de 2019 | Hamburgo        | 5       | Alemania          | Bandera de Alemania          | 2:4 (1:0) | Bandera de los Países Bajos  | Países Bajos      |
| 9 de septiembre de 2019 | Belfast         | 6       | Irlanda del Norte | Bandera de Irlanda del Norte | 0:2 (0:0) | Bandera de Alemania          | Alemania          |
| 13 de octubre de 2019   | Tallinn         | 8       | Estonia           | Bandera de Estonia           | 0:3 (0:0) | Bandera de Alemania          | Alemania          |
| 16 de noviembre de 2019 | Mönchengladbach | 9       | Alemania          | Bandera de Alemania          | 4:0 (1:0) | Bandera de Bielorrusia       | Bielorrusia       |
| 19 de noviembre de 2019 | Frankfurt       | 10      | Alemania          | Bandera de Alemania          | 6:1 (2:1) | Bandera de Irlanda del Norte | Irlanda del Norte |

#### Países Bajos vs. Alemania
| 24 de marzo de 2019 | Países Bajos              | 2:3 (0:2) | Alemania                             | Johan Cruyff Arena, Ámsterdam                           |                                                         |
| 20:45 (UTC+1)       | - De Ligt 48' - Depay 63' | Reporte   | - 15' Sané - 34' Gnabry - 90' Schulz | Asistencia: 51 694 espectadores Árbitro(s): Gil Manzano | Asistencia: 51 694 espectadores Árbitro(s): Gil Manzano |

| Uniformes | Uniformes |
| --------- | --------- |
|           |           |

#### Bielorrusia vs. Alemania
| 8 de junio de 2019 | Bielorrusia | 0:2 (0:1) | Alemania              | Borisov Arena, Borisov                                       |                                                              |
| 21:45 (UTC+3)      |             | Reporte   | - 13' Sané - 62' Reus | Asistencia: 12 510 espectadores Árbitro(s): Srdjan Jovanović | Asistencia: 12 510 espectadores Árbitro(s): Srdjan Jovanović |

| Uniformes | Uniformes |
| --------- | --------- |
|           |           |

#### Alemania vs. Estonia
| 11 de junio de 2019 | Alemania                                                                              | 8:0 (5:0) | Estonia | Opel Arena, Mainz                                         |                                                           |
| 20:45 (UTC+1)       | - Reus 10' 37' - Gnabry 17' 62' - Goretzka 20' - Gündoğan 26' - Werner 79' - Sané 88' | Reporte   |         | Asistencia: 26 050 espectadores Árbitro(s): Ali Palabıyık | Asistencia: 26 050 espectadores Árbitro(s): Ali Palabıyık |

| Uniformes | Uniformes |
| --------- | --------- |
|           |           |

#### Alemania vs. Países Bajos
| 6 de septiembre de 2019 | Alemania                | 2:4 (1:0) | Países Bajos                                          | Volksparkstadion, Hamburgo                                    |                                                               |
| 20:45 (UTC+1)           | - Gnabry 9' - Kroos 73' | Reporte   | - 59' De Jong - 66' Tah - 79' Malen - 90+1' Wijnaldum | Asistencia: 51 299 espectadores Árbitro(s): Artur Soares Dias | Asistencia: 51 299 espectadores Árbitro(s): Artur Soares Dias |

| Uniformes | Uniformes |
| --------- | --------- |
|           |           |

#### Irlanda del Norte vs. Alemania
| 9 de septiembre de 2019 | Irlanda del Norte | 0:2 (0:0) | Alemania                         | Windsor Park, Belfast                                      |                                                            |
| 19:45 (UTC+1)           |                   | Reporte   | - 48' Halstenberg - 90+2' Gnabry | Asistencia: 18 326 espectadores Árbitro(s): Daniele Orsato | Asistencia: 18 326 espectadores Árbitro(s): Daniele Orsato |

| Uniformes | Uniformes |
| --------- | --------- |
|           |           |

#### Estonia vs. Alemania
| 13 de octubre de 2019 | Estonia | 0:3 (0:0) | Alemania                        | A. Le Coq Arena, Tallinn   |                            |
| 21:45 (UTC+3)         |         | Reporte   | - 51' 57' Gündoğan - 71' Werner | Árbitro(s): Georgi Kabakov | Árbitro(s): Georgi Kabakov |

| Uniformes | Uniformes |
| --------- | --------- |
|           |           |

#### Alemania vs. Bielorrusia
| 16 de noviembre de 2019 | Alemania                                    | 4:0 (1:0) | Bielorrusia | Borussia-Park, Mönchengladbach |                           |
| 20:45 (UTC+1)           | - Ginter 41' - Goretzka 49' - Kroos 55' 83' | Reporte   |             | Árbitro(s): Orel Grinfeld      | Árbitro(s): Orel Grinfeld |

| Uniformes | Uniformes |
| --------- | --------- |
|           |           |

#### Alemania vs. Irlanda del Norte
| 19 de noviembre de 2019 | Alemania                                               | 6:1 (2:1) | Irlanda del Norte | Waldstadion, Frankfurt              |                                     |
| 20:45 (UTC+1)           | - Gnabry 19' 47' 60' - Goretzka 43' 73' - Brandt 90+1' | Reporte   | - 7' Smith        | Árbitro(s): Carlos del Cerro Grande | Árbitro(s): Carlos del Cerro Grande |

| Uniformes | Uniformes |
| --------- | --------- |
|           |           |

## Amistosos previos

### Partidos
| Fecha              | Ciudad     | Competición |          |                     | Resultado |                      |           |
| ------------------ | ---------- | ----------- | -------- | ------------------- | --------- | -------------------- | --------- |
| 2 de junio de 2021 | Innsbruck  | Amistoso    | Alemania | Bandera de Alemania | 1:1 (0:0) | Bandera de Dinamarca | Dinamarca |
| 7 de junio de 2021 | Düsseldorf | Amistoso    | Alemania | Bandera de Alemania | 7:1 (5:0) | Bandera de Letonia   | Letonia   |

#### Alemania vs Dinamarca
| 02 de junio de 2021 | Alemania      | 1:1 (0:0) | Dinamarca     | Tivoli Stadion Tirol, Innsbruck                          |                                                          |
| 21:00 (UTC+2)       | - Neuhaus 48' | Reporte   | - Poulsen 71' | Asistencia: 0 espectadores Árbitro(s): Julian Weinberger | Asistencia: 0 espectadores Árbitro(s): Julian Weinberger |

| Uniformes | Uniformes |
| --------- | --------- |
|           |           |

#### Alemania vs Letonia
| 07 de junio de 2021 | Alemania                                                                                  | 7:1 (5:0) | Letonia         | Merkur Spiel-Arena, Düsseldorf                               |                                                              |
| 20:45 (UTC+2)       | - Gosens 19' - Gündoğan 21' - Müller 27' - Ozols 39' - Gnabry 45' - Werner 60' - Sané 76' | Reporte   | - Saveljevs 75' | Asistencia: 10 000 espectadores Árbitro(s): Nikola Dabanovic | Asistencia: 10 000 espectadores Árbitro(s): Nikola Dabanovic |

| Uniformes | Uniformes |
| --------- | --------- |
|           |           |

## Torneo

### Convocatoria
Se anunció el equipo el 19 de mayo de 2021.
| No. | Pos. | Jugador            | Fecha de nacimiento (edad)         | Apa. | Goles | Club                     |
| --- | ---- | ------------------ | ---------------------------------- | ---- | ----- | ------------------------ |
| 1   | POR  | Manuel Neuer       | 27 de marzo de 1986 (35 años)      | 99   | 0     | Bayern Munich            |
| 2   | DEF  | Antonio Rüdiger    | 3 de marzo de 1993 (28 años)       | 40   | 1     | Chelsea                  |
| 3   | DEF  | Marcel Halstenberg | 27 de septiembre de 1991 (29 años) | 8    | 1     | RB Leipzig               |
| 4   | DEF  | Matthias Ginter    | 19 de enero de 1994 (27 años)      | 39   | 2     | Borussia Mönchengladbach |
| 5   | DEF  | Mats Hummels       | 16 de diciembre de 1988 (32 años)  | 71   | 5     | Borussia Dortmund        |
| 6   | MED  | Joshua Kimmich     | 8 de febrero de 1995 (26 años)     | 54   | 3     | Bayern Munich            |
| 7   | DEL  | Kai Havertz        | 11 de junio de 1999 (22 años)      | 13   | 3     | Chelsea                  |
| 8   | MED  | Toni Kroos         | 4 de enero de 1990 (31 años)       | 101  | 17    | Real Madrid              |
| 9   | DEL  | Kevin Volland      | 30 de julio de 1992 (28 años)      | 11   | 1     | Monaco                   |
| 10  | MED  | Serge Gnabry       | 14 de julio de 1995 (25 años)      | 21   | 15    | Bayern Munich            |
| 11  | DEL  | Timo Werner        | 6 de marzo de 1996 (25 años)       | 38   | 15    | Chelsea                  |
| 12  | POR  | Bernd Leno         | 4 de marzo de 1992 (29 años)       | 8    | 0     | Arsenal                  |
| 13  | MED  | Jonas Hofmann      | 14 de julio de 1992 (28 años)      | 3    | 0     | Borussia Mönchengladbach |
| 14  | MED  | Jamal Musiala      | 26 de febrero de 2003 (18 años)    | 2    | 0     | Bayern Munich            |
| 15  | DEF  | Niklas Süle        | 3 de septiembre de 1995 (25 años)  | 30   | 1     | Bayern Munich            |
| 16  | DEF  | Lukas Klostermann  | 3 de junio de 1996 (25 años)       | 13   | 0     | RB Leipzig               |
| 17  | MED  | Florian Neuhaus    | 16 de marzo de 1997 (24 años)      | 6    | 2     | Borussia Mönchengladbach |
| 18  | MED  | Leon Goretzka      | 6 de febrero de 1995 (26 años)     | 32   | 13    | Bayern Munich            |
| 19  | MED  | Leroy Sané         | 11 de enero de 1996 (25 años)      | 29   | 6     | Bayern Munich            |
| 20  | DEF  | Robin Gosens       | 5 de julio de 1994 (26 años)       | 6    | 0     | Atalanta                 |
| 21  | MED  | İlkay Gündoğan     | 24 de octubre de 1990 (30 años)    | 45   | 10    | Manchester City          |
| 22  | POR  | Kevin Trapp        | 8 de julio de 1990 (30 años)       | 5    | 0     | Eintracht Frankfurt      |
| 23  | DEF  | Emre Can           | 12 de enero de 1994 (27 años)      | 33   | 1     | Borussia Dortmund        |
| 24  | DEF  | Robin Koch         | 17 de julio de 1996 (24 años)      | 8    | 0     | Leeds United             |
| 25  | DEL  | Thomas Müller      | 13 de septiembre de 1989 (31 años) | 101  | 38    | Bayern Munich            |
| 26  | DEF  | Christian Günter   | 28 de febrero de 1993 (28 años)    | 2    | 0     | SC Friburgo              |

## Participación

### Partidos
| Fecha       | Ciudad  | Instancia        |            |                       | Resultado |                     |          |
| ----------- | ------- | ---------------- | ---------- | --------------------- | --------- | ------------------- | -------- |
| 15 de junio | Múnich  | Fase de grupos   | Francia    | Bandera de Francia    | 1:0 (1:0) | Bandera de Alemania | Alemania |
| 19 de junio | Múnich  | Fase de grupos   | Portugal   | Bandera de Portugal   | 2:4 (1:2) | Bandera de Alemania | Alemania |
| 23 de junio | Múnich  | Fase de grupos   | Alemania   | Bandera de Alemania   | 2:2 (0:1) | Bandera de Hungría  | Hungría  |
| 29 de junio | Londres | Octavos de final | Inglaterra | Bandera de Inglaterra | 2:0 (0:0) | Bandera de Alemania | Alemania |

### Grupo F
El Allianz Arena de Múnich y el Puskás Aréna de Budapest albergaron los partidos del grupo. 
| Selección | Pts | PJ | PG | PE | PP | GF | GC | Dif |
| --------- | --- | -- | -- | -- | -- | -- | -- | --- |
| Francia   | 5   | 3  | 1  | 2  | 0  | 4  | 3  | 1   |
| Alemania  | 4   | 3  | 1  | 1  | 1  | 6  | 5  | 1   |
| Portugal  | 4   | 3  | 1  | 1  | 1  | 7  | 6  | 1   |
| Hungría   | 2   | 3  | 0  | 2  | 1  | 3  | 6  | −3  |

#### Francia vs. Alemania
| 15 de junio de 2021, 21:00 | Francia            | 1:0 (1:0) | Alemania | Allianz Arena, Múnich                                                              |                                                                                    |
|                            | Hummels 20' (a.g.) | Reporte   |          | Asistencia: 13 000 espectadores Árbitro(s): Del Cerro Grande VAR: Martínez Munuera | Asistencia: 13 000 espectadores Árbitro(s): Del Cerro Grande VAR: Martínez Munuera |

| 1          | Guardameta     | Hugo Lloris       |       |
| 2          | Defensa        | Benjamin Pavard   |       |
| 4          | Defensa        | Raphaël Varane    |       |
| 3          | Defensa        | Presnel Kimpembe  |       |
| 21         | Defensa        | Lucas Hernández   |       |
| 14         | Centrocampista | Adrien Rabiot     | 90+4' |
| 13         | Centrocampista | N'Golo Kanté      |       |
| 6          | Centrocampista | Paul Pogba        |       |
| 7          | Centrocampista | Antoine Griezmann |       |
| 19         | Delantero      | Karim Benzema     | 89'   |
| 10         | Delantero      | Kylian Mbappé     |       |
| Entrenador | Entrenador     | Didier Deschamps  |       |

| 1          | Guardameta     | Manuel Neuer    |     |
| 4          | Defensa        | Matthias Ginter | 88' |
| 5          | Defensa        | Mats Hummels    |     |
| 2          | Defensa        | Antonio Rüdiger |     |
| 6          | Centrocampista | Joshua Kimmich  |     |
| 21         | Centrocampista | İlkay Gündoğan  |     |
| 8          | Centrocampista | Toni Kroos      |     |
| 20         | Centrocampista | Robin Gosens    | 88' |
| 7          | Centrocampista | Kai Havertz     | 74' |
| 25         | Centrocampista | Thomas Müller   |     |
| 10         | Delantero      | Serge Gnabry    | 74' |
| Entrenador | Entrenador     | Joachim Löw     |     |

| 14 | Centrocampista | Corentin Tolisso | 89'   |
| 11 | Delantero      | Ousmane Dembélé  | 90+4' |

| 11 | Delantero      | Timo Werner   | 74' |
| 19 | Centrocampista | Leroy Sané    | 74' |
| 9  | Delantero      | Kevin Volland | 88' |
| 23 | Defensa        | Emre Can      | 88' |

| Anotado · Autogol | 20' | Mats Hummels | 1:0 |

| Amonestado | 7' | Joshua Kimmich |

| Árbitro                                            | Carlos del Cerro Grande       |
| Árbitros asistentes                                | Juan Carlos Yuste Jiménez     |
| Árbitros asistentes                                | Roberto Alonso Fernández      |
| Cuarto árbitro                                     | Srđan Jovanović               |
| Quinto árbitro                                     | Uroš Stojković                |
| Árbitro asistente de video                         | Juan Martínez Munuera         |
| Árbitros asistentes del árbitro asistente de video | José María Sánchez Martínez   |
| Árbitros asistentes del árbitro asistente de video | Íñigo Prieto López de Cerain  |
| Árbitros asistentes del árbitro asistente de video | Alejandro Hernández Hernández |

| 1          | Guardameta     | Hugo Lloris       |       |
| 2          | Defensa        | Benjamin Pavard   |       |
| 4          | Defensa        | Raphaël Varane    |       |
| 3          | Defensa        | Presnel Kimpembe  |       |
| 21         | Defensa        | Lucas Hernández   |       |
| 14         | Centrocampista | Adrien Rabiot     | 90+4' |
| 13         | Centrocampista | N'Golo Kanté      |       |
| 6          | Centrocampista | Paul Pogba        |       |
| 7          | Centrocampista | Antoine Griezmann |       |
| 19         | Delantero      | Karim Benzema     | 89'   |
| 10         | Delantero      | Kylian Mbappé     |       |
| Entrenador | Entrenador     | Didier Deschamps  |       |

| 1          | Guardameta     | Manuel Neuer    |     |
| 4          | Defensa        | Matthias Ginter | 88' |
| 5          | Defensa        | Mats Hummels    |     |
| 2          | Defensa        | Antonio Rüdiger |     |
| 6          | Centrocampista | Joshua Kimmich  |     |
| 21         | Centrocampista | İlkay Gündoğan  |     |
| 8          | Centrocampista | Toni Kroos      |     |
| 20         | Centrocampista | Robin Gosens    | 88' |
| 7          | Centrocampista | Kai Havertz     | 74' |
| 25         | Centrocampista | Thomas Müller   |     |
| 10         | Delantero      | Serge Gnabry    | 74' |
| Entrenador | Entrenador     | Joachim Löw     |     |

| 14 | Centrocampista | Corentin Tolisso | 89'   |
| 11 | Delantero      | Ousmane Dembélé  | 90+4' |

| 11 | Delantero      | Timo Werner   | 74' |
| 19 | Centrocampista | Leroy Sané    | 74' |
| 9  | Delantero      | Kevin Volland | 88' |
| 23 | Defensa        | Emre Can      | 88' |

| Anotado · Autogol | 20' | Mats Hummels | 1:0 |

| Amonestado | 7' | Joshua Kimmich |

| Árbitro                                            | Carlos del Cerro Grande       |
| Árbitros asistentes                                | Juan Carlos Yuste Jiménez     |
| Árbitros asistentes                                | Roberto Alonso Fernández      |
| Cuarto árbitro                                     | Srđan Jovanović               |
| Quinto árbitro                                     | Uroš Stojković                |
| Árbitro asistente de video                         | Juan Martínez Munuera         |
| Árbitros asistentes del árbitro asistente de video | José María Sánchez Martínez   |
| Árbitros asistentes del árbitro asistente de video | Íñigo Prieto López de Cerain  |
| Árbitros asistentes del árbitro asistente de video | Alejandro Hernández Hernández |

| Estadísticas      | Bandera de Francia | Bandera de Alemania |
| Tiros             | 4                  | 10                  |
| Tiros a puerta    | 1                  | 1                   |
| Faltas            | 7                  | 10                  |
| Saques de esquina | 3                  | 5                   |
| Penaltis          | 0                  | 0                   |
| Fueras de juego   | 5                  | 2                   |
| Posesión de balón | 42%                | 58%                 |

#### Portugal vs. Alemania
| 19 de junio de 2021, 18:00 | Portugal               | 2:4 (1:2) | Alemania                                                          | Allianz Arena, Múnich                                      |                                                            |
|                            | Ronaldo 15' · Jota 67' | Reporte   | Dias 35' (a.g.) · Guerreiro 39' (a.g.) · Havertz 51' · Gosens 60' | Asistencia: 12 926 espectadores Árbitro(s): Anthony Taylor | Asistencia: 12 926 espectadores Árbitro(s): Anthony Taylor |

| 1          | Guardameta     | Rui Patrício      |     |
| 2          | Defensa        | Nélson Semedo     |     |
| 4          | Defensa        | Rúben Dias        |     |
| 3          | Defensa        | Pepe              |     |
| 5          | Defensa        | Raphaël Guerreiro |     |
| 14         | Centrocampista | William Carvalho  | 58' |
| 13         | Centrocampista | Danilo Pereira    |     |
| 10         | Centrocampista | Bernardo Silva    | 46' |
| 11         | Centrocampista | Bruno Fernandes   | 64' |
| 21         | Centrocampista | Diogo Jota        | 89' |
| 7          | Delantero      | Cristiano Ronaldo |     |
| Entrenador | Entrenador     | Fernando Santos   |     |

| 1          | Guardameta     | Manuel Neuer    |     |
| 4          | Defensa        | Matthias Ginter |     |
| 5          | Defensa        | Mats Hummels    | 63' |
| 2          | Defensa        | Antonio Rüdiger |     |
| 6          | Centrocampista | Joshua Kimmich  |     |
| 21         | Centrocampista | İlkay Gündoğan  | 73' |
| 8          | Centrocampista | Toni Kroos      |     |
| 20         | Centrocampista | Robin Gosens    | 63' |
| 7          | Centrocampista | Kai Havertz     | 73' |
| 25         | Centrocampista | Thomas Müller   |     |
| 10         | Delantero      | Serge Gnabry    | 87' |
| Entrenador | Entrenador     | Joachim Löw     |     |

| 16 | Centrocampista | Renato Sanches | 46' |
| 15 | Delantero      | Rafa Silva     | 58' |
| 8  | Centrocampista | João Moutinho  | 64' |
| 9  | Delantero      | André Silva    | 83' |

| 3  | Defensa        | Marcel Halstenberg | 63' |
| 23 | Defensa        | Emre Can           | 63' |
| 18 | Centrocampista | Leon Goretzka      | 73' |
| 23 | Defensa        | Niklas Süle        | 73' |
| 19 | Centrocampista | Leroy Sané         | 87' |

| Anotado | 15' | Cristiano Ronaldo | 1:0 |
| Anotado | 67' | Diogo Jota        | 2:4 |

| Anotado · Autogol | 35' | Rúben Dias        | 1:1 |
| Anotado · Autogol | 39' | Raphaël Guerreiro | 1:2 |
| Anotado           | 51' | Kai Havertz       | 1:3 |
| Anotado           | 60' | Robin Gosens      | 1:4 |

| Amonestado | 66' | Kai Havertz     |
| Amonestado | 77' | Matthias Ginter |

| Árbitro                                            | Anthony Taylor                |
| Árbitros asistentes                                | Gary Beswick                  |
| Árbitros asistentes                                | Adam Nunn                     |
| Cuarto árbitro                                     | Srđan Jovanović               |
| Quinto árbitro                                     | Uroš Stojković                |
| Árbitro asistente de video                         | Stuart Attwell                |
| Árbitros asistentes del árbitro asistente de video | Juan Martínez Munuera         |
| Árbitros asistentes del árbitro asistente de video | Íñigo Prieto López de Cerain  |
| Árbitros asistentes del árbitro asistente de video | Alejandro Hernández Hernández |

| 1          | Guardameta     | Rui Patrício      |     |
| 2          | Defensa        | Nélson Semedo     |     |
| 4          | Defensa        | Rúben Dias        |     |
| 3          | Defensa        | Pepe              |     |
| 5          | Defensa        | Raphaël Guerreiro |     |
| 14         | Centrocampista | William Carvalho  | 58' |
| 13         | Centrocampista | Danilo Pereira    |     |
| 10         | Centrocampista | Bernardo Silva    | 46' |
| 11         | Centrocampista | Bruno Fernandes   | 64' |
| 21         | Centrocampista | Diogo Jota        | 89' |
| 7          | Delantero      | Cristiano Ronaldo |     |
| Entrenador | Entrenador     | Fernando Santos   |     |

| 1          | Guardameta     | Manuel Neuer    |     |
| 4          | Defensa        | Matthias Ginter |     |
| 5          | Defensa        | Mats Hummels    | 63' |
| 2          | Defensa        | Antonio Rüdiger |     |
| 6          | Centrocampista | Joshua Kimmich  |     |
| 21         | Centrocampista | İlkay Gündoğan  | 73' |
| 8          | Centrocampista | Toni Kroos      |     |
| 20         | Centrocampista | Robin Gosens    | 63' |
| 7          | Centrocampista | Kai Havertz     | 73' |
| 25         | Centrocampista | Thomas Müller   |     |
| 10         | Delantero      | Serge Gnabry    | 87' |
| Entrenador | Entrenador     | Joachim Löw     |     |

| 16 | Centrocampista | Renato Sanches | 46' |
| 15 | Delantero      | Rafa Silva     | 58' |
| 8  | Centrocampista | João Moutinho  | 64' |
| 9  | Delantero      | André Silva    | 83' |

| 3  | Defensa        | Marcel Halstenberg | 63' |
| 23 | Defensa        | Emre Can           | 63' |
| 18 | Centrocampista | Leon Goretzka      | 73' |
| 23 | Defensa        | Niklas Süle        | 73' |
| 19 | Centrocampista | Leroy Sané         | 87' |

| Anotado | 15' | Cristiano Ronaldo | 1:0 |
| Anotado | 67' | Diogo Jota        | 2:4 |

| Anotado · Autogol | 35' | Rúben Dias        | 1:1 |
| Anotado · Autogol | 39' | Raphaël Guerreiro | 1:2 |
| Anotado           | 51' | Kai Havertz       | 1:3 |
| Anotado           | 60' | Robin Gosens      | 1:4 |

| Amonestado | 66' | Kai Havertz     |
| Amonestado | 77' | Matthias Ginter |

| Árbitro                                            | Anthony Taylor                |
| Árbitros asistentes                                | Gary Beswick                  |
| Árbitros asistentes                                | Adam Nunn                     |
| Cuarto árbitro                                     | Srđan Jovanović               |
| Quinto árbitro                                     | Uroš Stojković                |
| Árbitro asistente de video                         | Stuart Attwell                |
| Árbitros asistentes del árbitro asistente de video | Juan Martínez Munuera         |
| Árbitros asistentes del árbitro asistente de video | Íñigo Prieto López de Cerain  |
| Árbitros asistentes del árbitro asistente de video | Alejandro Hernández Hernández |

| Estadísticas      | Bandera de Portugal | Bandera de Alemania |
| Tiros             | 7                   | 12                  |
| Tiros a puerta    | 1                   | 7                   |
| Faltas            | 5                   | 15                  |
| Saques de esquina | 6                   | 3                   |
| Penaltis          | 0                   | 0                   |
| Fueras de juego   | 2                   | 1                   |
| Posesión de balón | 44%                 | 56%                 |

#### Alemania vs. Hungría
| 23 de junio de 2021, 21:00 | Alemania                   | 2:2 (0:1) | Hungría                  | Allianz Arena, Múnich                                        |                                                              |
|                            | Havertz 66' · Goretzka 84' | Reporte   | Szalai 11' · Schäfer 68' | Asistencia: 12 413 espectadores Árbitro(s): Serguéi Karasiov | Asistencia: 12 413 espectadores Árbitro(s): Serguéi Karasiov |

| 1          | Guardameta     | Manuel Neuer    |     |
| 4          | Defensa        | Matthias Ginter | 82' |
| 5          | Defensa        | Mats Hummels    |     |
| 2          | Defensa        | Antonio Rüdiger |     |
| 6          | Centrocampista | Joshua Kimmich  |     |
| 21         | Centrocampista | İlkay Gündoğan  | 58' |
| 8          | Centrocampista | Toni Kroos      |     |
| 20         | Centrocampista | Robin Gosens    | 82' |
| 7          | Centrocampista | Kai Havertz     | 67' |
| 19         | Centrocampista | Leroy Sané      |     |
| 10         | Delantero      | Serge Gnabry    | 68' |
| Entrenador | Entrenador     | Joachim Löw     |     |

| 1          | Guardameta     | Péter Gulácsi       |     |
| 7          | Defensa        | Loïc Négo           |     |
| 21         | Defensa        | Endre Botka         |     |
| 6          | Defensa        | Willi Orbán         |     |
| 4          | Defensa        | Attila Szalai       |     |
| 5          | Defensa        | Attila Fiola        | 88' |
| 15         | Centrocampista | László Kleinheisler | 88' |
| 8          | Centrocampista | Ádám Nagy           |     |
| 13         | Centrocampista | András Schäfer      |     |
| 9          | Delantero      | Ádám Szalai         | 82' |
| 20         | Delantero      | Eduardo Vargas      | 85' |
| Entrenador | Entrenador     | Marco Rossi         |     |

| 18 | Centrocampista | Leon Goretzka | 58' |
| 11 | Delantero      | Timo Werner   | 67' |
| 25 | Delantero      | Thomas Müller | 68' |
| 14 | Centrocampista | Jamal Musiala | 82' |
| 9  | Delantero      | Kevin Volland | 82' |

| 24 | Defensa        | Szabolcs Schön    | 75' |
| 19 | Centrocampista | Kevin Varga       | 82' |
| 23 | Delantero      | Nemanja Nikolić   | 88' |
| 14 | Defensa        | Gergő Lovrencsics | 84' |

| Anotado | 66' | Kai Havertz   | 1:1 |
| Anotado | 84' | Leon Goretzka | 2:2 |

| Anotado | 11' | Ádám Szalai    | 0:1 |
| Anotado | 68' | András Schäfer | 1:2 |

| Amonestado | 29' | İlkay Gündoğan |
| Amonestado | 61' | Leroy Sané     |

| Amonestado | 28' | Endre Botka  |
| Amonestado | 64' | Ádám Szalai  |
| Amonestado | 66' | Attila Fiola |

| Árbitro                                            | Serguéi Karasiov    |
| Árbitros asistentes                                | Igor Demeshko       |
| Árbitros asistentes                                | Maksim Gavrilin     |
| Cuarto árbitro                                     | Danny Makkelie      |
| Quinto árbitro                                     | Stuart Burt         |
| Árbitro asistente de video                         | Massimiliano Irrati |
| Árbitros asistentes del árbitro asistente de video | Marco Di Bello      |
| Árbitros asistentes del árbitro asistente de video | Filippo Meli        |
| Árbitros asistentes del árbitro asistente de video | Paolo Valeri        |

| 1          | Guardameta     | Manuel Neuer    |     |
| 4          | Defensa        | Matthias Ginter | 82' |
| 5          | Defensa        | Mats Hummels    |     |
| 2          | Defensa        | Antonio Rüdiger |     |
| 6          | Centrocampista | Joshua Kimmich  |     |
| 21         | Centrocampista | İlkay Gündoğan  | 58' |
| 8          | Centrocampista | Toni Kroos      |     |
| 20         | Centrocampista | Robin Gosens    | 82' |
| 7          | Centrocampista | Kai Havertz     | 67' |
| 19         | Centrocampista | Leroy Sané      |     |
| 10         | Delantero      | Serge Gnabry    | 68' |
| Entrenador | Entrenador     | Joachim Löw     |     |

| 1          | Guardameta     | Péter Gulácsi       |     |
| 7          | Defensa        | Loïc Négo           |     |
| 21         | Defensa        | Endre Botka         |     |
| 6          | Defensa        | Willi Orbán         |     |
| 4          | Defensa        | Attila Szalai       |     |
| 5          | Defensa        | Attila Fiola        | 88' |
| 15         | Centrocampista | László Kleinheisler | 88' |
| 8          | Centrocampista | Ádám Nagy           |     |
| 13         | Centrocampista | András Schäfer      |     |
| 9          | Delantero      | Ádám Szalai         | 82' |
| 20         | Delantero      | Eduardo Vargas      | 85' |
| Entrenador | Entrenador     | Marco Rossi         |     |

| 18 | Centrocampista | Leon Goretzka | 58' |
| 11 | Delantero      | Timo Werner   | 67' |
| 25 | Delantero      | Thomas Müller | 68' |
| 14 | Centrocampista | Jamal Musiala | 82' |
| 9  | Delantero      | Kevin Volland | 82' |

| 24 | Defensa        | Szabolcs Schön    | 75' |
| 19 | Centrocampista | Kevin Varga       | 82' |
| 23 | Delantero      | Nemanja Nikolić   | 88' |
| 14 | Defensa        | Gergő Lovrencsics | 84' |

| Anotado | 66' | Kai Havertz   | 1:1 |
| Anotado | 84' | Leon Goretzka | 2:2 |

| Anotado | 11' | Ádám Szalai    | 0:1 |
| Anotado | 68' | András Schäfer | 1:2 |

| Amonestado | 29' | İlkay Gündoğan |
| Amonestado | 61' | Leroy Sané     |

| Amonestado | 28' | Endre Botka  |
| Amonestado | 64' | Ádám Szalai  |
| Amonestado | 66' | Attila Fiola |

| Árbitro                                            | Serguéi Karasiov    |
| Árbitros asistentes                                | Igor Demeshko       |
| Árbitros asistentes                                | Maksim Gavrilin     |
| Cuarto árbitro                                     | Danny Makkelie      |
| Quinto árbitro                                     | Stuart Burt         |
| Árbitro asistente de video                         | Massimiliano Irrati |
| Árbitros asistentes del árbitro asistente de video | Marco Di Bello      |
| Árbitros asistentes del árbitro asistente de video | Filippo Meli        |
| Árbitros asistentes del árbitro asistente de video | Paolo Valeri        |

| Estadísticas      | Bandera de Alemania | Bandera de Hungría |
| Tiros             | 18                  | 9                  |
| Tiros a puerta    | 7                   | 4                  |
| Faltas            | 8                   | 10                 |
| Saques de esquina | 6                   | 1                  |
| Penaltis          | 0                   | 0                  |
| Fueras de juego   | 2                   | 0                  |
| Posesión de balón | 70%                 | 30%                |

### Octavos de final

#### Inglaterra vs. Alemania
| 29 de junio de 2021, 18:00 | Inglaterra              | 2:0 (0:0) | Alemania | Estadio de Wembley, Londres                                |                                                            |
|                            | Sterling 75' · Kane 86' | Reporte   |          | Asistencia: 41 973 espectadores Árbitro(s): Danny Makkelie | Asistencia: 41 973 espectadores Árbitro(s): Danny Makkelie |

| 1          | Guardameta     | Jordan Pickford  |     |
| 2          | Defensa        | Kyle Walker      |     |
| 6          | Defensa        | Harry Maguire    |     |
| 5          | Defensa        | John Stones      |     |
| 12         | Centrocampista | Kieran Trippier  |     |
| 14         | Centrocampista | Kalvin Phillips  |     |
| 4          | Centrocampista | Declan Rice      | 88' |
| 3          | Centrocampista | Luke Shaw        |     |
| 25         | Delantero      | Bukayo Saka      | 69' |
| 9          | Delantero      | Harry Kane       |     |
| 10         | Delantero      | Raheem Sterling  |     |
| Entrenador | Entrenador     | Gareth Southgate |     |

| 1          | Guardameta     | Manuel Neuer    |       |
| 4          | Defensa        | Matthias Ginter | 87'   |
| 5          | Defensa        | Mats Hummels    |       |
| 2          | Defensa        | Antonio Rüdiger |       |
| 6          | Centrocampista | Joshua Kimmich  |       |
| 18         | Centrocampista | Leon Goretzka   |       |
| 8          | Centrocampista | Toni Kroos      |       |
| 20         | Centrocampista | Robin Gosens    | 87'   |
| 7          | Centrocampista | Kai Havertz     |       |
| 25         | Centrocampista | Thomas Müller   | 90+2' |
| 11         | Delantero      | Timo Werner     | 68'   |
| Entrenador | Entrenador     | Joachim Löw     |       |

| 7 | Centrocampista | Jack Grealish    | 69' |
| 8 | Centrocampista | Jordan Henderson | 88' |

| 10 | Delantero      | Serge Gnabry  | 68'   |
| 23 | Defensa        | Emre Can      | 87'   |
| 19 | Centrocampista | Leroy Sané    | 88'   |
| 14 | Centrocampista | Jamal Musiala | 90+2' |

| Anotado | 75' | Raheem Sterling | 1:0 |
| Anotado | 86' | Harry Kane      | 2:0 |

| Amonestado | 8'  | Declan Rice     |
| Amonestado | 45' | Kalvin Phillips |
| Amonestado | 77' | Harry Maguire   |

| Amonestado | 25' | Matthias Ginter |
| Amonestado | 72' | Robin Gosens    |

| Árbitro                                            | Danny Makkelie                |
| Árbitros asistentes                                | Hessel Steegstra              |
| Árbitros asistentes                                | Jan De Vries                  |
| Cuarto árbitro                                     | Srđan Jovanović               |
| Quinto árbitro                                     | Uroš Stojković                |
| Árbitro asistente de video                         | Pol van Boekel                |
| Árbitros asistentes del árbitro asistente de video | Kevin Blom                    |
| Árbitros asistentes del árbitro asistente de video | Iñigo Prieto López de Cerain  |
| Árbitros asistentes del árbitro asistente de video | Alejandro Hernández Hernández |

| 1          | Guardameta     | Jordan Pickford  |     |
| 2          | Defensa        | Kyle Walker      |     |
| 6          | Defensa        | Harry Maguire    |     |
| 5          | Defensa        | John Stones      |     |
| 12         | Centrocampista | Kieran Trippier  |     |
| 14         | Centrocampista | Kalvin Phillips  |     |
| 4          | Centrocampista | Declan Rice      | 88' |
| 3          | Centrocampista | Luke Shaw        |     |
| 25         | Delantero      | Bukayo Saka      | 69' |
| 9          | Delantero      | Harry Kane       |     |
| 10         | Delantero      | Raheem Sterling  |     |
| Entrenador | Entrenador     | Gareth Southgate |     |

| 1          | Guardameta     | Manuel Neuer    |       |
| 4          | Defensa        | Matthias Ginter | 87'   |
| 5          | Defensa        | Mats Hummels    |       |
| 2          | Defensa        | Antonio Rüdiger |       |
| 6          | Centrocampista | Joshua Kimmich  |       |
| 18         | Centrocampista | Leon Goretzka   |       |
| 8          | Centrocampista | Toni Kroos      |       |
| 20         | Centrocampista | Robin Gosens    | 87'   |
| 7          | Centrocampista | Kai Havertz     |       |
| 25         | Centrocampista | Thomas Müller   | 90+2' |
| 11         | Delantero      | Timo Werner     | 68'   |
| Entrenador | Entrenador     | Joachim Löw     |       |

| 7 | Centrocampista | Jack Grealish    | 69' |
| 8 | Centrocampista | Jordan Henderson | 88' |

| 10 | Delantero      | Serge Gnabry  | 68'   |
| 23 | Defensa        | Emre Can      | 87'   |
| 19 | Centrocampista | Leroy Sané    | 88'   |
| 14 | Centrocampista | Jamal Musiala | 90+2' |

| Anotado | 75' | Raheem Sterling | 1:0 |
| Anotado | 86' | Harry Kane      | 2:0 |

| Amonestado | 8'  | Declan Rice     |
| Amonestado | 45' | Kalvin Phillips |
| Amonestado | 77' | Harry Maguire   |

| Amonestado | 25' | Matthias Ginter |
| Amonestado | 72' | Robin Gosens    |

| Árbitro                                            | Danny Makkelie                |
| Árbitros asistentes                                | Hessel Steegstra              |
| Árbitros asistentes                                | Jan De Vries                  |
| Cuarto árbitro                                     | Srđan Jovanović               |
| Quinto árbitro                                     | Uroš Stojković                |
| Árbitro asistente de video                         | Pol van Boekel                |
| Árbitros asistentes del árbitro asistente de video | Kevin Blom                    |
| Árbitros asistentes del árbitro asistente de video | Iñigo Prieto López de Cerain  |
| Árbitros asistentes del árbitro asistente de video | Alejandro Hernández Hernández |

| Estadísticas      | Bandera de Inglaterra | Bandera de Alemania |
| Tiros             | 5                     | 9                   |
| Tiros a puerta    | 4                     | 3                   |
| Faltas            | 11                    | 9                   |
| Saques de esquina | 3                     | 3                   |
| Penaltis          | 0                     | 0                   |
| Fueras de juego   | 2                     | 2                   |
| Posesión de balón | 47%                   | 53%                 |

## Estadísticas

### Posiciones

#### Clasificación general
| Equipo | Equipo              | Pts | PJ | PG | PE | PP | GF | GC | Dif | Rend  |
| ------ | ------------------- | --- | -- | -- | -- | -- | -- | -- | --- | ----- |
| 1      | Italia              | 17  | 7  | 5  | 2  | 0  | 13 | 4  | +9  | 81%   |
| 2      | Inglaterra          | 17  | 7  | 5  | 2  | 0  | 11 | 2  | +9  | 81%   |
| 3      | España              | 10  | 6  | 2  | 4  | 0  | 13 | 6  | +7  | 55.6% |
| 4      | Dinamarca           | 9   | 6  | 3  | 0  | 3  | 12 | 7  | +5  | 50%   |
| 5      | Bélgica             | 12  | 5  | 4  | 0  | 1  | 9  | 3  | +6  | 80%   |
| 6      | República Checa     | 7   | 5  | 2  | 1  | 2  | 6  | 4  | +2  | 46.7% |
| 7      | Suiza               | 6   | 5  | 1  | 3  | 1  | 8  | 9  | −1  | 40%   |
| 8      | Ucrania             | 6   | 5  | 2  | 0  | 3  | 6  | 10 | –4  | 40%   |
| 9      | Países Bajos        | 9   | 4  | 3  | 0  | 1  | 8  | 4  | +4  | 75%   |
| 10     | Suecia              | 7   | 4  | 2  | 1  | 1  | 5  | 4  | +1  | 58.3% |
| 11     | Francia             | 6   | 4  | 1  | 3  | 0  | 7  | 6  | +1  | 50%   |
| 12     | Austria             | 6   | 4  | 2  | 0  | 2  | 5  | 5  | 0   | 50%   |
| 13     | Portugal            | 4   | 4  | 1  | 1  | 2  | 7  | 7  | 0   | 33.3% |
| 14     | Croacia             | 4   | 4  | 1  | 1  | 2  | 7  | 8  | −1  | 33.3% |
| 15     | Alemania            | 4   | 4  | 1  | 1  | 2  | 6  | 7  | −1  | 33.3% |
| 16     | Gales               | 4   | 4  | 1  | 1  | 2  | 3  | 6  | –3  | 33.3% |
| 17     | Finlandia           | 3   | 3  | 1  | 0  | 2  | 1  | 3  | −2  | 33.3% |
| 18     | Rusia               | 3   | 3  | 1  | 0  | 2  | 2  | 7  | −5  | 33.3% |
| 19     | Eslovaquia          | 3   | 3  | 1  | 0  | 2  | 2  | 7  | −5  | 33.3% |
| 20     | Hungría             | 2   | 3  | 0  | 2  | 1  | 3  | 6  | −3  | 22.2% |
| 21     | Polonia             | 1   | 3  | 0  | 1  | 2  | 4  | 6  | −2  | 11.1% |
| 22     | Escocia             | 1   | 3  | 0  | 1  | 2  | 1  | 5  | −4  | 11.1% |
| 23     | Macedonia del Norte | 0   | 3  | 0  | 0  | 3  | 2  | 8  | −6  | 0%    |
| 24     | Turquía             | 0   | 3  | 0  | 0  | 3  | 1  | 8  | −7  | 0%    |